# Maria Grazia Picchetti
Maria Grazia Picchetti (Verona, 10 febbraio 1940) è un'annunciatrice televisiva italiana, attiva per la Rai dal 1961 al 1997.

## Biografia
Cresciuta a Brescia, entra in Rai nel 1961, venendo assunta come signorina buonasera, annunciando così i programmi televisivi dagli studi di Milano. Per via del suo sguardo altero era soprannominata Occhi di velluto.
Fu Picchetti ad annunciare, il 1º febbraio 1977, l'inizio ufficiale delle trasmissioni televisive a colori della Rai, dopo cinque anni di sperimentazioni. Paradossalmente tale annuncio fu però irradiato in bianco e nero, in quanto gli studi Rai di Milano furono convertiti per le trasmissioni a colori solamente nell'autunno successivo. 
Presentò alcuni importanti programmi, in particolare si ricorda l'ottava puntata dell'edizione 1962 di Canzonissima, nella quale sostituì repentinamente Dario Fo e Franca Rame, sospesi dal programma.
Per anni si alternò con Rosanna Vaudetti e Graziella Antonioli quale "signora fortuna" nella Domenica Sportiva, accanto a Enzo Tortora (del quale fu una cara amica anche nella vita privata, sostenendolo durante tutta la sua lunga e travagliata vicenda giudiziaria).
Nel 1969, a seguito dell'abbandono di Nives Zegna (che divenne annunciatrice radiofonica), di Graziella Antonioli (passata a fare l'annunciatrice alla televisione svizzera di lingua italiana), e al trasferimento a Roma di Rosanna Vaudetti, era rimasta l'unica annunciatrice attiva dal Centro di produzione Rai di Milano, fino all'arrivo di Mariolina Cannuli (trasferita dalla sede di Roma) nel 1977 e di Maria Brivio nel 1981.
Nel 1976 conduce sulla Rete 2 la rubrica Vedo sento parlo.
Negli anni ottanta, insieme a Giulio Nascimbeni, allora responsabile della pagina della Cultura del Corriere della Sera, ha condotto il programma Tuttilibri. Nel 1988 ha partecipato al programma di Raidue Fate il vostro gioco.
Lasciò definitivamente la Rai nel 1997, una volta maturata la pensione; nonostante sia stata una delle signorine buonasera più longeve della Rai (è stata attiva per 36 anni, seconda solo a Nicoletta Orsomando e Rosanna Vaudetti) per la sua discrezione e sobrietà non ebbe forse lo stesso livello di popolarità di altre annunciatrici Rai, rimaste in carica anche molti meno anni di lei. 
Poco dopo il suo pensionamento, Picchetti ha partecipato come ospite a una puntata del programma di Rai 2, Ci vediamo in TV, condotto da Paolo Limiti, e a uno speciale della stessa trasmissione in prima serata dedicato a Enzo Tortora, entrambi trasmessi nel 1997, dopodiché non è più riapparsa in video.